# Hurup
Hurup ist ein Ort mit 2657 Einwohnern (1. Januar 2025) im Süden der dänischen Thisted Kommune. Hurup war Verwaltungszentrum der ehemaligen Sydthy Kommune.

## Geografie
Hurup liegt im gleichnamigen Kirchspiel (Sogn) im äußersten Südwesten Nordjütlands im Süden der Landschaft Thy. Die Kleinstadt befindet sich etwa 5 km westlich des Limfjordes und ist ungefähr 12 km von der Nordseeküste entfernt.
Die Stadt Nykøbing Mors liegt (Luftlinie) in westnordwestlicher Richtung 27 km entfernt, Thisted befindet sich ca. 28 km nördlich von Hurup.
Der Ort liegt in hügeligem Terrain der Moränenlandschaft auf einer Höhe von 40 bis 50 Meter über dem Meeresspiegel.

## Geschichte
Hurup, erwähnt 1435 als Hvrup, entwickelte sich zu einem regionalen Zentrum für Südthy, nachdem 1882 ein Bahnhof der Thybane von Struer nach Thisted im heutigen Ortskern gebaut wurde. Die Strecke wird von Arriva Danmark bedient.
Durch die Bahnanbindung wurde Hurup zu einem regional wichtigen Standort für Handwerk, Industrie und Handel. 1901 hatte Hurup bereits 1084 Einwohner. Es wurden im späten 19. und frühen 20. Jahrhundert unter anderem eine Handwerkervereinigung, eine Genossenschaftsmolkerei, eine Schule, eine Maschinenfabrik und eine Eisengießerei errichtet. 1955 hatte der Ort 2118 Einwohner.
1970 wurde Hurup zum Verwaltungszentrum der Sydthy Kommune, bis diese 2006 mit einer Strukturreform in der Thisted Kommune aufging und die Kleinstadt ihren Status verlor.

## Sehenswürdigkeiten
Die Hurup Kirke liegt im Norden des Ortes und wurde ursprünglich in romanischen Zeit erbaut. Das für jütische Kirchen typische romanische Kirchenschiff aus Granitquadern wurde um 1850 und 1928 durch mehrere Anbauten erweitert.
Auf dem Friedhof, der die Kirche umgibt, steht ein Runenstein, welcher um das Jahr 1000 beschriftet worden ist. Er wurde im Oktober 1910 entdeckt.

## Fotogalerie

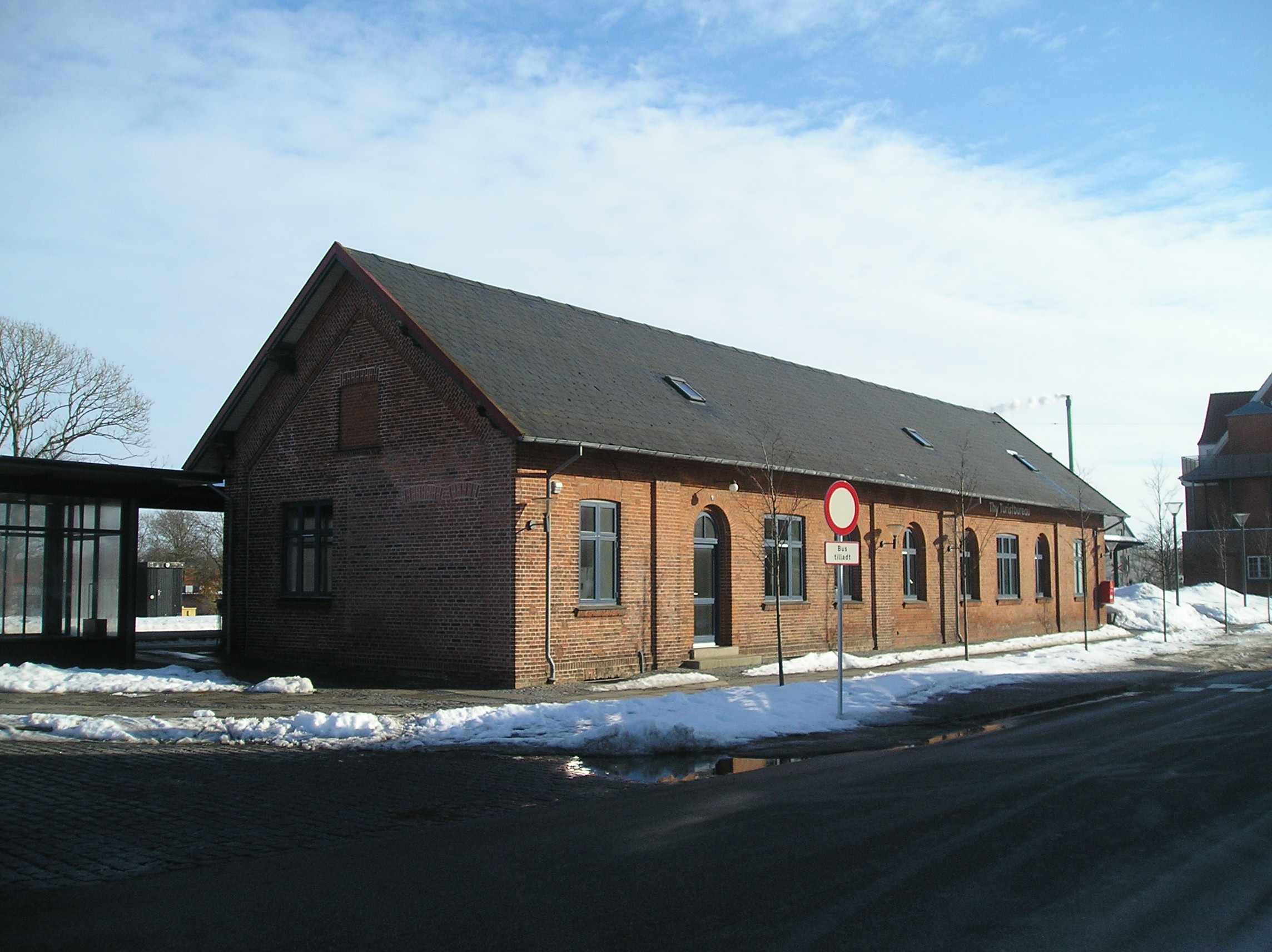
Bahnhof
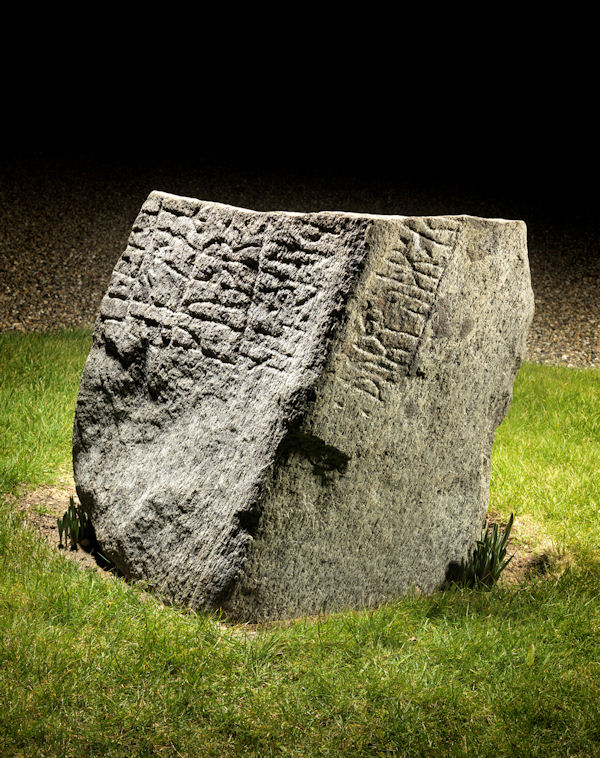
Runenstein, datiert um das Jahr 1000